# 野中重政
野中重政（のなか しげまさ），號三五郎，日本戰國時期的武將，德川氏家臣。

## 生平
天正七年八月廿九日（1579年9月19日），奉德川家康之命在遠江國小藪村附近下令家康正室築山殿自殺。由於築山殿拒絕自殺，重政將築山殿當場斬首。據說重政之後因此出城回到故鄉遠江國堀江村隱居。
後來野中家生有兩個聾啞的女兒之外，家族也發生一連串的不幸。因此在享保八年（1723年），重政後裔水戶藩士野中重羽在築山殿墓前寄進石燈籠，盡力為築山殿慰靈，而石燈籠至今尚存。